# 相良八重
相良 八重（さがら やえ、1913年11月27日 - 1967年4月29日）は、日本の元陸上競技選手である。ロサンゼルスオリンピック日本代表。田中英光の小説「オリンポスの果実」のヒロイン、“熊本秋子”のモデルとして知られる。身長166cm、体重55kg。

## 経歴
千葉県生まれ、高知市土佐市育ち。日本女子体育専門学校（現・日本女子体育大学）出身。
女子体専在学中の1932年、第19回日本陸上競技選手権大会の女子走高跳で優勝し、同年のロサンゼルスオリンピックでも女子走高跳に出場した。この種目には6つの国から10人の選手が出場して、予選なしの決勝のみで実施された。結果は10人中の9位（1m46cm）に終わる。
女子体専卒業後、招かれて広島県三次市の三次高女（現・広島県立三次高等学校）の体育教師として赴任した。1935年に一年のみ同校の音楽教師として在籍した加藤芳江（二葉あき子）と仲良しだったという。1940年、当地の名門前田家に嫁ぐ。
1966年に心臓発作を起こして静養していたが、一年後の1967年4月29日、どしゃぶりの朝、市議選の投票会場の渡り廊下で突然つまずき、そのショックで崩れるように倒れ、抱きとめた夫の腕の中で息をひきとった。